# (5068) Cragg
(5068) Cragg es un asteroide perteneciente al cinturón de asteroides, descubierto el 9 de octubre de 1990 por Robert H. McNaught desde el Observatorio de Siding Spring, Nueva Gales del Sur, Australia.

## Designación y nombre
Designado provisionalmente como 1990 TC. Fue nombrado Cragg en honor al excelente astrónomo Thomas A. Cragg, en 1945 a la edad de 17 años se unió a la Asociación Americana de Observadores de Estrellas Variables, en 1992 había contribuido con 120702 estimaciones de brillo, muchas de las cuales eran de menor importancia, así como cuentas de manchas solares realizadas cada día claro con un reflector newtoniano de 0,15 m. Después de la Asociación Norteamericana de Observadores Lunares y Planetarios se formó en 1947, sirvió durante muchos años como su registrador de Saturno. En 1949 fue uno de los fundadores de los Astrónomos Amateurs Occidentales. Después de 24 años en el Observatorio del Monte Wilson, renunció a su posición como observador solar en 1976 y se unió al Observatorio Anglo-Australiano como asistente principal de noche, retirándose en 1992. 

## Características orbitales
Cragg está situado a una distancia media del Sol de 3,033 ua, pudiendo alejarse hasta 3,224 ua y acercarse hasta 2,842 ua. Su excentricidad es 0,062 y la inclinación orbital 11,61 grados. Emplea 1929,89 días en completar una órbita alrededor del Sol.

## Características físicas
La magnitud absoluta de Cragg es 12,1. Tiene 14 km de diámetro y su albedo se estima en 0,148.